# Roland Felber
Roland Felber (* 20. September 1935 in Chemnitz; † 5. Mai 2001) war ein deutscher Historiker und Sinologe. Er war Professor für Geschichte Chinas an der Humboldt-Universität zu Berlin.

## Leben
Er war einer der ersten ostdeutschen Studenten, die in den 1950er Jahren chinesische Geschichte an der Universität Peking studierten. 1962 begann er seine Arbeit am Ostasiatischen Institut der Karl-Marx-Universität Leipzig, wo er 1967 mit einer Arbeit über Die Entwicklung der Austauschverhältnisse im alten China der Zuozhuan-Periode (8. bis 5. Jahrhundert v. Chr.) promovierte. Nach einem zweijährigen Forschungsaufenthalt am Institut für Orientalistik der Akademie der Wissenschaften der UdSSR in Moskau übernahm er 1972 einen Lehrauftrag an der Sektion Asienwissenschaften der Humboldt-Universität zu Berlin. 
Dort schloss er 1976 mit Studien zur Gesellschaft und Ideologie des „Traditionellen China“ und zur Reinterpretation seine Promotion B zum Dr. sc. ab und wurde im Jahr darauf zum Professor für Geschichte Chinas ernannt. Seine Forschung konzentrierte sich auf modernere ideologische Geschichte. Internationales Ansehen erlangte er insbesondere als profunder Experte für Kang Youwei und seine Ideen. Er starb an einer langjährigen Herzerkrankung.

## Schriften (Auswahl)
- Die Entwicklung der Austauschverhältnisse im Alten China. (Ende 8. Jh. bis Anfang 5. Jh. v. u. Z.). Akademie-Verlag, Ost-Berlin 1973, OCLC 1199703791.
- mit Horst Rostek: Der „Hunnenkrieg“ Kaiser Wilhelms II. Imperialistische Intervention in China 1900/01. (Illustrierte historische Hefte, Heft 45), Deutscher Verlag der Wissenschaften, Berlin 1987, ISBN 978-3-326-00264-4.
- mit Diethelm Weidemann (Hg.): Asien. Kleines Nachschlagewerk. Berlin 1987, ISBN 3-320-00801-3.
- mit Wolfram Adolphi (Hg.): Die VR China 1979–1989. Eine kommentierte Chronik. Berlin 1990, ISBN 3-320-01504-4.